# Wilaya de Tissemsilt
La wilaya de Tissemsilt est une wilaya d'Algérie (en arabe : ولاية تيسمسيلت ; en berbère : ⴰⴳⴻⵣⴷⵓ ⵏ ⵜⵉⵙⵎⵙⵉⵍⵜ), située dans le centre-ouest du pays.

## Géographie

### Situation
La wilaya se situe au centre-ouest du pays dans la région des hauts plateaux, à 220 km d’Alger et à 275 km d’Oran. Elle est délimitée :
- au nord, par les wilayas de Wilaya de Aïn Defla ;
- à l'ouest, par la wilaya de Relizane et Wilaya de Chlef;
- à l'est, par la wilaya de Médéa ;
- au sud, par la wilaya de Tiaret.et Wilaya de Djelfa

| Wilaya de Chlef    | Wilaya de Aïn Defla  | Wilaya de Médéa  |
| Wilaya de Relizane | wilaya de Tissemsilt |                  |
|                    | Wilaya de Tiaret     | Wilaya de Djelfa |

### Relief
Le territoire de la wilaya est constitué des zones montagneuses qui représentent 65 % de sa surface globale, le reste est occupé par les hauts plateaux et dans une moindre mesure les steppes.
La wilaya abrite le Parc national de Theniet El-Haâd, connu par sa forêt de cèdres, le domaine forestier couvre 20 % du territoire de la wilaya.

### Climat
La wilaya est caractérisée par un climat continental sec est froid en hiver et chaud en été. Il est de type semi-aride dans le Sud et le Centre et Sub-humide dans le massif de l'Ouarsenis. La pluviométrie varie entre 400 et 500 mm/an et la température entre 8 et 30 °C.

## Histoire
Il existe des traces du passage des Romains dans la région, principalement dans la région de Khemisti et de Ouled Bassam à une dizaine de kilomètres du chef-lieu de wilaya.
La région est conquise entre 655 et 700 par les chefs militaires musulmans sous le contrôle de Abou El Mouhajir Dinar et fut gouvernée par différentes dynasties : les Rostémides, les Almoravides, les Almohades, les Zianides et les Mérinides.
La région restera sous domination ottomane de 1515 jusqu’à la colonisation française
De nos jours, la wilaya de Tissemsilt demeure peu développée et certaines de ses régions constituent de véritables zones d'ombres (enclavement) ou même le réseau téléphonique ne les couvrent pas.

## Organisation de la wilaya

### Walis
Le poste de wali de la wilaya de Tissemsilt a été occupé par plusieurs personnalités politiques nationales depuis sa création en 1984.
| N° | Wali                  | Début             | Fin               |
| -- | --------------------- | ----------------- | ----------------- |
| 1  | Mohamed Nadir Hamimid | 4 avril 1984      | 26 juillet 1989   |
| 2  | Tahar Sekrane         | 26 juillet 1989   | 29 juillet 1990   |
| 4  | Mohamed Bellal        | 29 juillet 1990   | 11 janvier 1994   |
| 5  | Daho Madene           |                   | 22 août 1999      |
| 6  | Mokhtar Atmani        | 22 août 1999      | 17 août 2004      |
| 7  | Ahmed Adli            | 17 août 2004      | 12 mars 2006      |
| 8  | Nacer Maskri          | 12 mars 2006      | 30 septembre 2010 |
| 9  | Hocine Bessaïh        | 30 septembre 2010 | 22 juillet 2015   |
| 10 | Abdelhamid Ghazi      | 22 juillet 2015   | 04 octobre 2016   |
| 11 | Abdelkader Ben Masoud | 05 octobre 2016   | 27 septembre 2018 |
| 12 | Salah El-Afani        | 27 septembre 2018 | 25 janvier 2020   |
| 13 | Mahfoud Zekrifa       | 25 janvier 2020   | 31 août 2020      |
| 14 | Abbas Bedaoui         | 31 août 2020      | 14 septembre 2022 |
| 15 | Nahila Laaredj        | 14 septembre 2022 | 6 septembre 2023  |
| 16 | Fethi Bouzaid         | 6 septembre 2023  | en cours          |

### Daïras de la wilaya de Tissemsilt
La wilaya de Tissemsilt compte huit daïras :

### Communes de la wilaya de Tissemsilt
La wilaya de Tissemsilt compte vingt-deux communes :

## Ressources hydriques
La wilaya comprend les barrages suivants:
- Barrage de Koudiet Errosfa[13].
- Barrage de Bougara[14].
- Barrage de Mghila[15].
- Barrage de Tamellaht[16].
- Barrage de Oued Aïssa[17].

Ces barrages font partie des 65 barrages opérationnels en Algérie alors que 30 autres sont en cours de réalisation en 2015.

## Santé
- Hôpital de Tissemsilt.
- Hôpital de Theniet El Had.
- Hôpital de Bordj bou Naama.

## Démographie
La population totale de la Wilaya au 31/12/2019 est estimée à 362.229 habitants, soit une densité  de 115 hab./Km².
Six communes dépassaient alors la barre des 20 000 habitants en 2008 :
| 1987    | 1998    | 2008    |
| ------- | ------- | ------- |
| 227 542 | 261 298 | 294 476 |

| Commune         | Population | Taux de croissance annuel 2008/1998 |
| --------------- | ---------- | ----------------------------------- |
| Tissemsilt      | 75 197     | 2,1 %                               |
| Theniet El Had  | 30 777     | 0,7 %                               |
| Lardjem         | 25 217     | 0,9 %                               |
| Khemisti        | 22 900     | 1,3 %                               |
| Bordj Bou Naama | 20 864     | 1,3 %                               |
| Layoune         | 20 579     | 0 %                                 |